# Leguán zelený
Leguán zelený (Iguana iguana) je nejznámější druh ještěra z čeledi leguánovitých. Obvykle má zelenou nebo našedlou barvu kůže. Rovněž také robustní nohy, dlouhý ocas a podélný hřeben zubovitých šupin na hřbetě. Typickým znakem tohoto leguána je výrazný hřeben ze zahnutých trnů a hrdelní lalok. Popsal jej v roce 1758 Carl Linné.

## Výskyt
Leguán zelený je obyvatelem především lesních oblastí tropické Střední a Jižní Ameriky. Přebývá převážně na vysokých stromech zvláště v blízkosti vodních ploch. Tento ještěr velmi dobře šplhá a plave. Kromě velkých kočkovitých šelem, krokodýlů, hroznýšů, opic a dravých ptáků nemá dospělý jedinec leguána zeleného žádné přirozené nepřátele.

## Popis

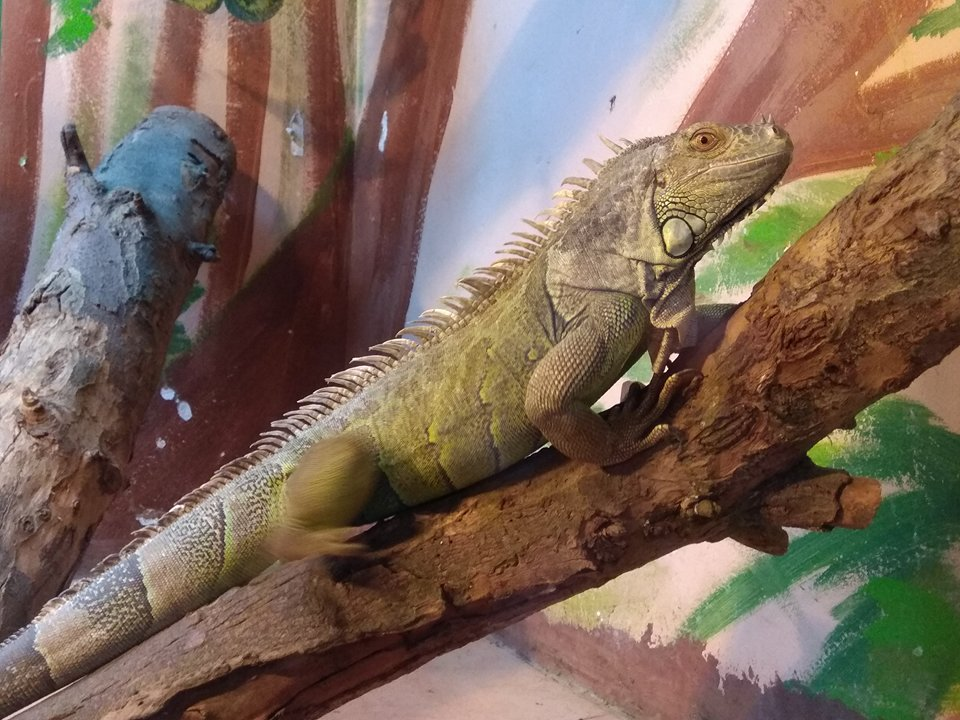
Leguán zelený odpočívající na stromě v Zoologické zahradě Bratislava

Leguán zelený je velký ještěr, jehož délka těla dosahuje 1–2 metru, a může vážit 3–5 kg. Samice je o něco menší a dosahuje i nižší hmotnosti.
Leguán zelený má ještěrkovité tělo se čtyřmi pětiprstými končetinami s dlouhými a zahnutými drápy, které mu umožňují udržet se na stromech, a s dlouhým ocasem, který je delší než celé tělo a při nebezpečí se z něj stává účinná obranná zbraň. Typickým znakem tohoto leguána je výrazný hřeben ze zahnutých trnů a hrdelní lalok. Tento prokrvený lalok mu napomáhá v termoregulaci, a využívá jej rovněž při námluvách nebo hájení svého teritoria.
V tlamě leguána zeleného se nachází mnoho drobných avšak ostrých zubů, jimiž potravu pouze trhá (nežvýká ji). Polyká i velká sousta, která případně překousne nebo rozdrtí svalnatým jazykem. Svůj chrup obměňuje jinak než většina druhů plazů – nový zub vrůstá do starého, kterého v konečné fázi vytlačí ven a nahradí jej.

### Pohlavní dimorfismus
Po narození jsou jednotlivá pohlaví leguána zeleného téměř nerozeznatelná. Jak však dospívá, projevují se odlišnosti, které můžeme na pohled rozpoznat. Samec má na vnitřní straně stehen takzvané femorální póry, táhnoucí se v řádě směrem od ocasu k holeni. U kořene ocasu lze poměrně dobře nahmatat hemipenisové kapsy, připomínající boule. Samec má také masivnější hlavu a vyrůstají mu delší ostny na hřbetě, zvláště pak za krkem. Rovněž jeho hrdelní lalok roste do větších rozměrů.

### Zbarvení
Leguán zelený není vždy zbarvený pouze do zelena (ani samotná zelená není na leguánovi jednotvárná). Jsou známy různé varianty; modročerný (jižní Peru), černý a růžový (ostrovy Bonaire, Curacaco, Aruba, Grenady), červený (západní Kostarika) nebo oranžově zbarvený leguán zelený (Mexiko).
Jsou případně uznávány dva poddruhy; Iguana iguana iguana, který žije od Kostariky až po Brazílii a na Karibských ostrovech a Iguana iguana rhinolopha, který má na nose 3–4 malé růžky a vyskytuje se v jižním Mexiku a severní Kostarice. V každé oblasti však najdeme leguána zeleného odlišněji zbarveného a muselo by existovat tedy více poddruhů než jen tyto dva. Dále byl leguán zavlečen třeba na Floridu a vyskytuje se také na Havajských ostrovech.

## Potrava
Leguán zelený je býložravec. Nicméně bylo u mladých jedinců (do věku dvou až tří let) zjištěno, že pojídají taktéž hmyz nebo pavouky, a to údajně pro správný růst. Dospělí jsou pak zpravidla přísně býložraví, a pokud spolykají jinou potravu jedná se spíše o shodu náhod, kdy je třeba pavouk spolknut spolu s listem, o nějž měl leguán zájem a na kterém se tento členovec pouze nacházel.
Většina chovatelů však nezávisle doporučuje držet se již od narození pouze rostlinné stravy případně doplněnou o ovoce. Živočišnou bílkovinu pak podávat jedině gravidním samicím, ideálně ve formě natvrdo uvařeného vejce, nakrájeného na kousky (více v kapitole Chov v zajetí).

## Biologie

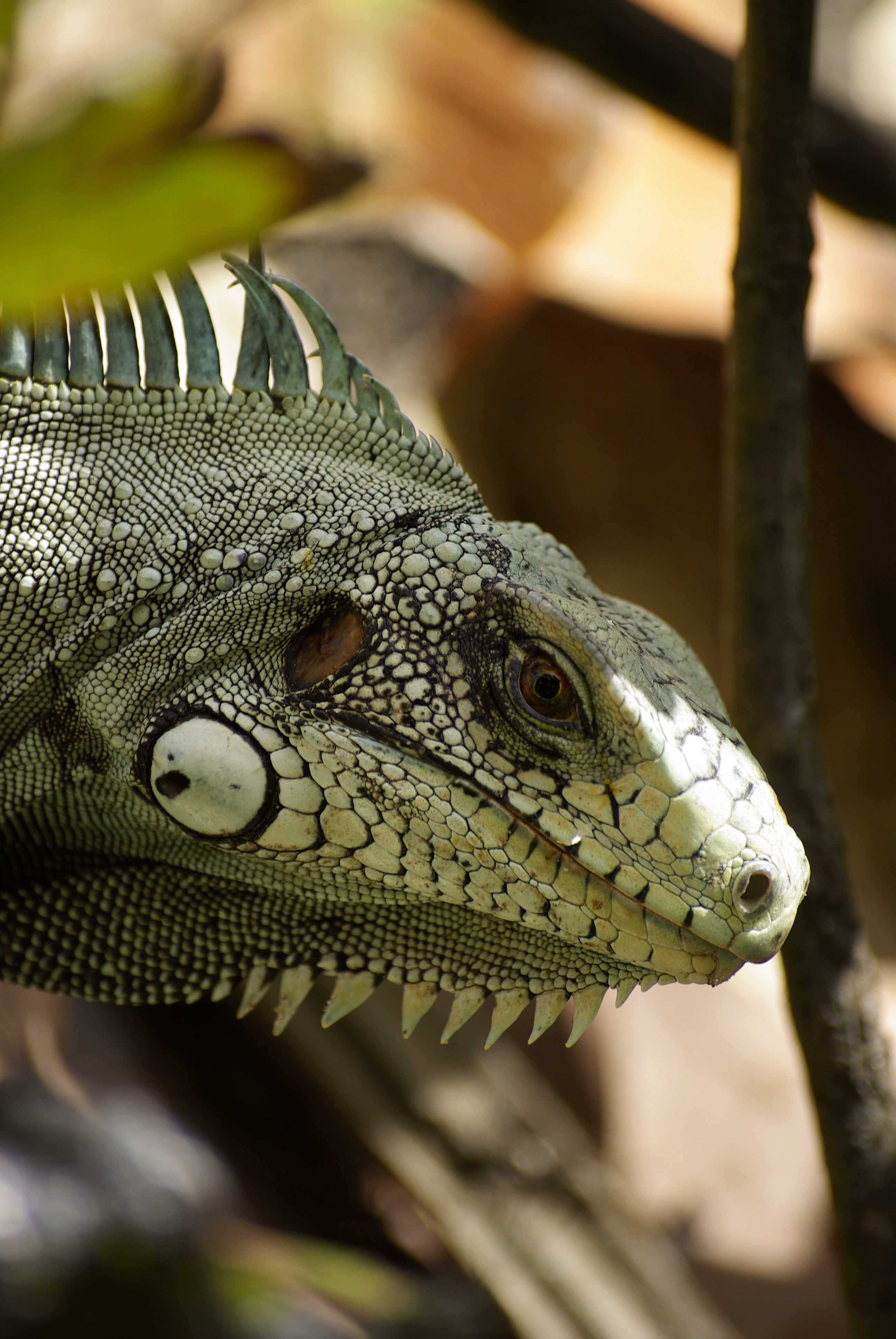
Hlava leguána zeleného

### Zrak
Leguán zelený má vynikající zrak, díky kterému spatří i jen nepatrný pohyb z velké vzdálenosti. Sítnice obsahuje velké množství čípků (též dvojitých čípků) a rozeznává tak širší škálu barev nežli třeba člověk. Umožňuje mu vnímat také ultrafialové spektrum. Za šera a ve tmě vidí patrně hůře, kvůli malému počtu tyčových buněk (tyčinek), a cítí se pak v takovém prostředí velmi nejistě. Protože jsou jeho oči umístěny po stranách hlavy, vnímá jen malé pole binokulárního vidění. Spoléhá se především na periferní vidění a pokud upřeně pozoruje nějaký objekt, otáčí se potřebným směrem boční stranou hlavy.

### Termoregulace
Stejně jako většina plazů je i leguán zelený poikilothermní (studenokrevný). Jeho teplota tak není konstantní, ale je závislá na okolním prostředí. Pro zahřátí používá také svůj hrdelní lalok, který napřímí směrem k slunci (může i měnit barvu). Naopak potřebuje-li zchladit, zachycuje jím pouze studený van větru. Pokud jsou teploty neúnosné, zpomaluje srdeční tep.

### Rozmnožování
V době rozmnožování spolu samci často bojují a stávají se teritoriálními. Samice kladou 20–40 vajec do podzemních hnízd a mají 1 snůšku během rozmnožovací sezóny. Mláďata jsou po narození jasně zelená a měří až 27 cm. Mezi mláďaty po narození funguje jakási spolupráce – společně loví a spolu také nocují.

## Chov v zajetí

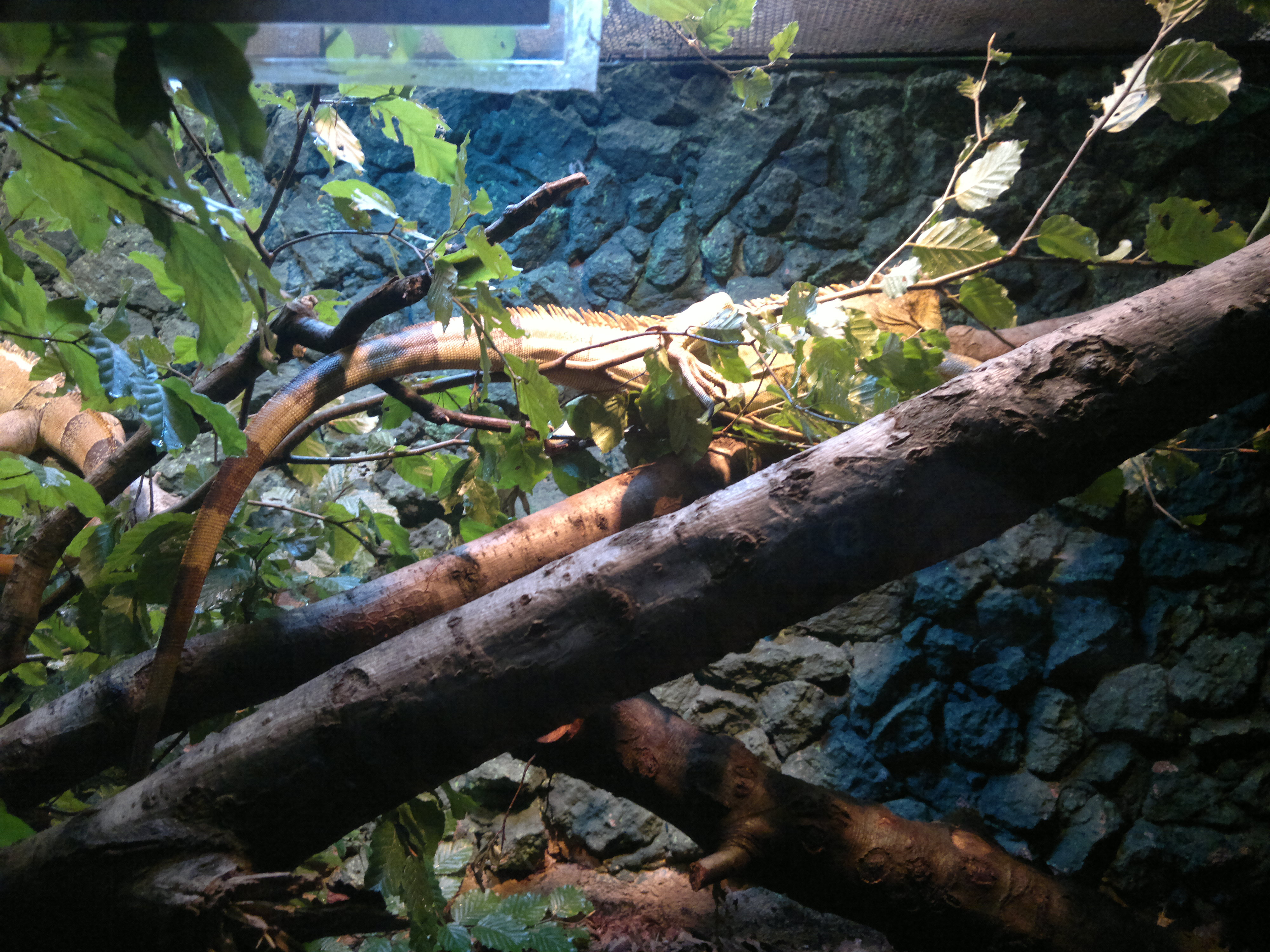
Leguán zelený se jeví jako nenáročné zvíře pro chov v zajetí, ale opak je pravdou. Za velmi důležité se pokládá dostatečně velké terárium, patřičně doplněné o přírodní komponenty a nezbytná zařízení.

Leguán zelený je v Česku hojně chovaným plazem. Nicméně si mnoho chovatelů při jeho koupi neuvědomuje, že tento ještěr dorůstá až 2 metry (této délky dosahují samci v těch řídkých případech, kdy mají zachovaný celý ocas). V dobrých podmínkách se dožívá až 25 let. Pokud ovšem nemá vhodné podmínky, doba jeho života se rapidně zkracuje. Velmi dobře se dá ochočit, rád žere z ruky a nechá se venčit jako pes, je velmi nenáročný na chov díky jeho jídelníčku; jde o býložravého ještěra, který se chová v teráriu. Velmi důležitá jsou místa ke slunění a UV záření. Ve dne by se měla teplota v teráriu pohybovat mezi 25–34 °C a v noci mezi 20–22 °C.
Z českých zoologických zahrad chová leguány zelené např. ZOO Tábor, Zoo Olomouc nebo Zoo Chleby.

### Doporučená strava
V populaci je bohužel rozšířeno, a amatérští prodejci v obchodech se zvířaty tuto fámu leckde podporují, že leguán zelený je všežravec. Není to ovšem pravda. Leguán zelený je výhradně býložravý ještěr. Co se rostlinné potravy týče, skládá se z různého listí, bobulí a sladkých ovocných plodů nebo mladých výhonků.
Typickou stravu leguána tvoří: Plevele a bylina (smetánka, vojtěška, listy a květy ibišku, květy růže, listy moruše, jetel, jitrocel, ptačinec, kopřiva, hluchavky, mléče, lebeda), listy a listová zelenina (čekanka, polníček, kapusta, rukola, řapíkatý celer), zelenina nastrouhaná (cuketa, dýně, mrkev, pastinák, celer, řepa, pór, okurka), ovoce (jablko, hruška, broskve, banán, meruňky, třešně, maliny, mango, švestky, hrozny, jahody, sušené datle a fíky atd.), ostatní (ovesné vločky, sušené bylinky, senná řezanka, pšeničné klíčky, klíčené mungo, řasy, mleté lněné, dýňové a slunečnicové semínko)
Mláďatům přidáváme 2× týdně vitamíny a minerály (Plastin, Beaphar); dospělým: 2× měsíčně, v zimě častěji.
Je nutné zeleninu také vhodně upravit na menší kousky, tzn. ji nasekat, nastrouhat či natrhat. Leguáni potravu nekousají, ale rovnou polykají! Mohli by se zadávit. Misku s krmením neumisťujeme nikdy na zem, ale vždy do výšky.
Omezujeme pak: čínské a pekingské zelí, hlávkový salát, ledový a římský salát, brokolice, květák, kapusta, mrkvová nať, petržel, heřmánek.
Přísně se vyvarujeme: mangold, špenát, rebarbora, rajče, citrusové ovoce, avokádo, karambola, komerční granule pro leguány a vše živočišné.

## Galerie

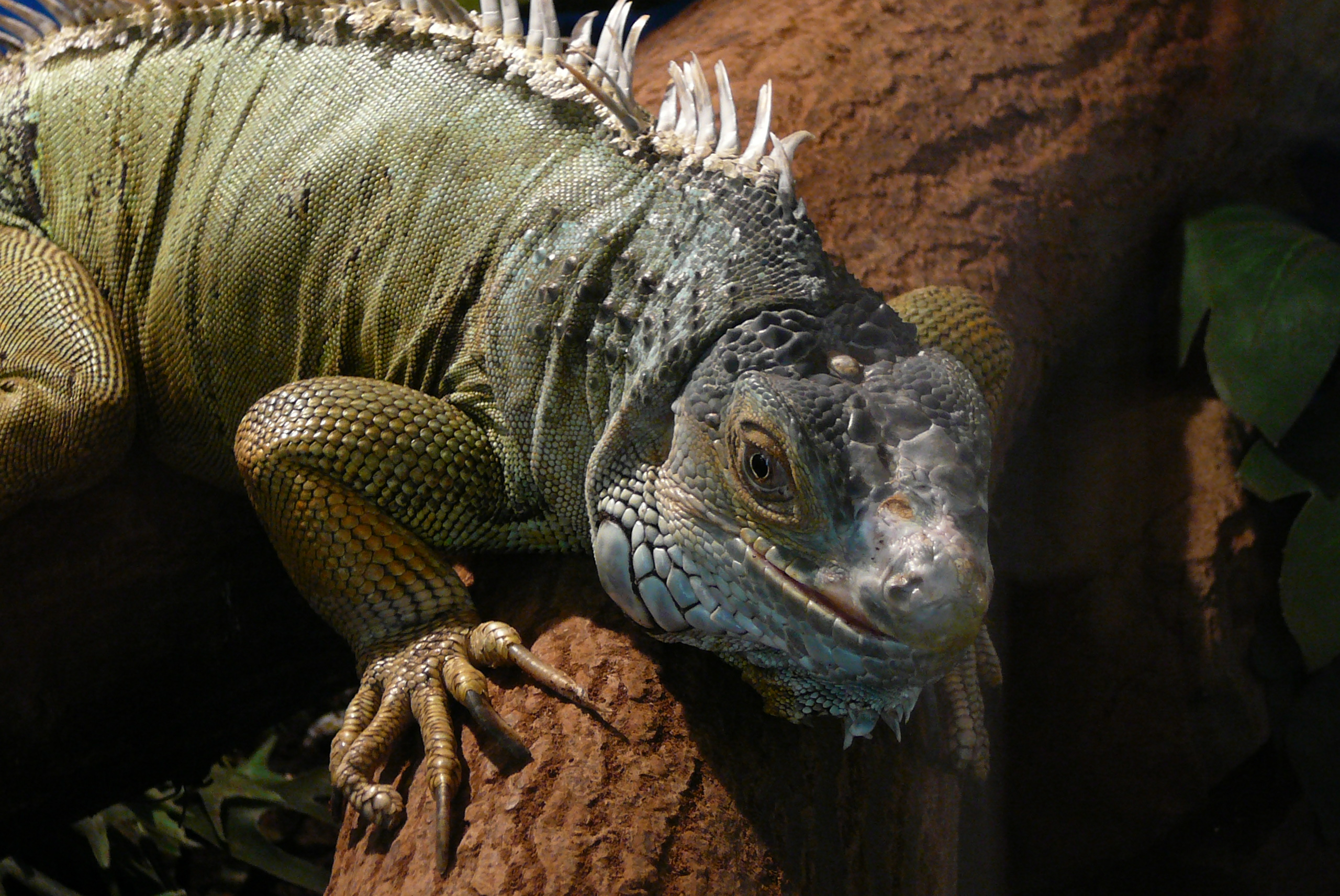
Leguán zelený v mini ZOO ve Štramberku
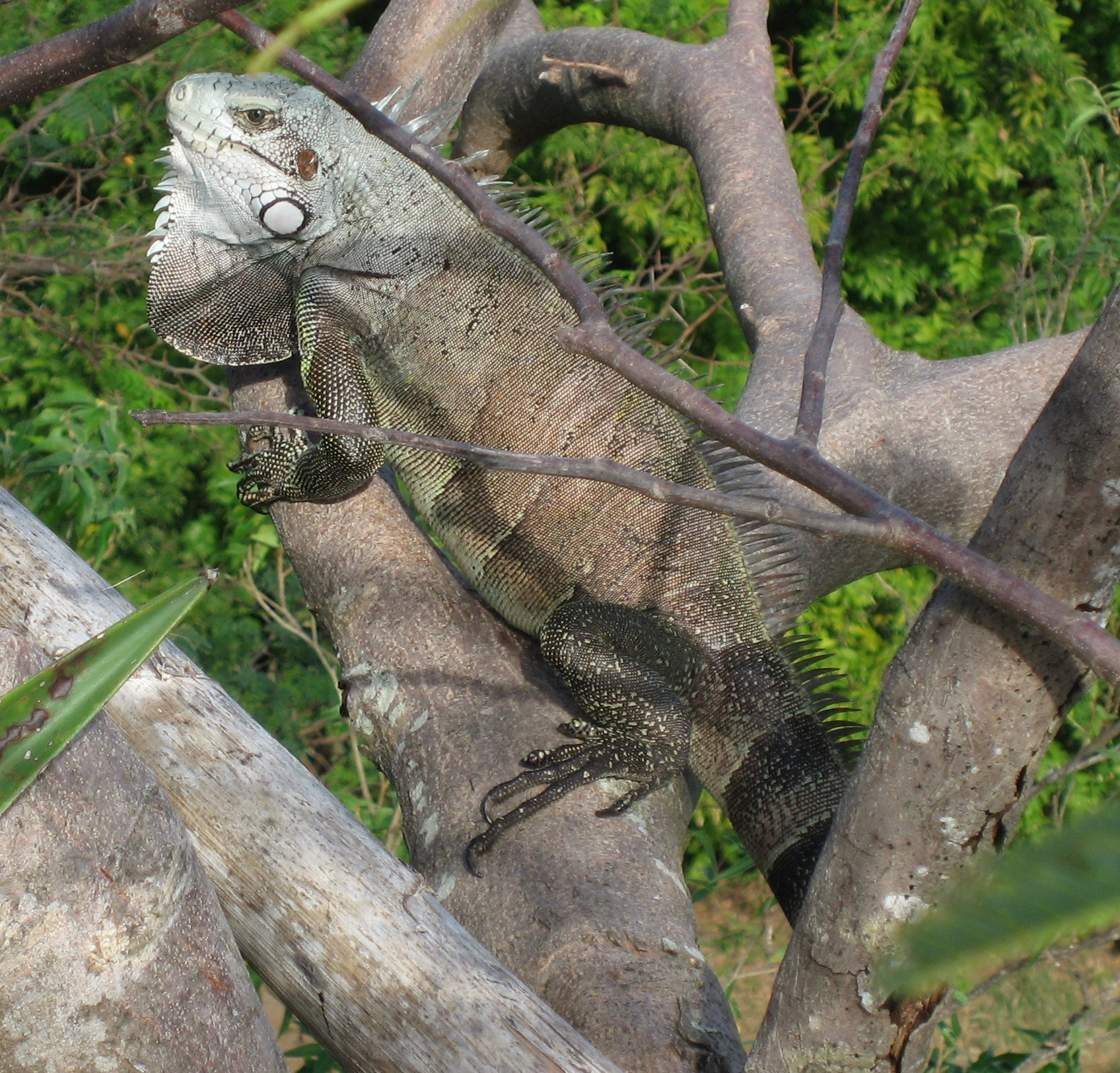
Leguán zelený na stromě
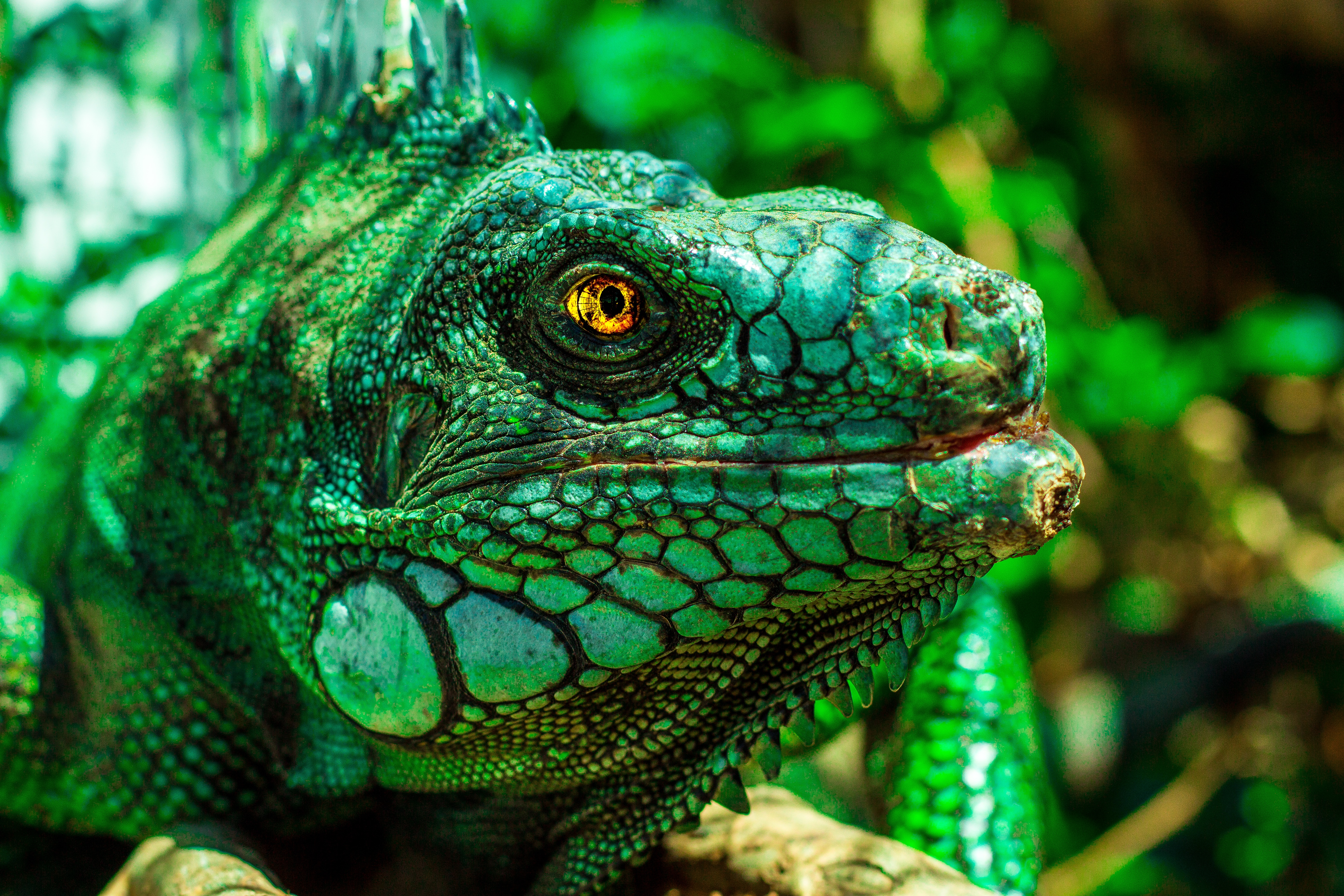
Pohled leguána zeleného
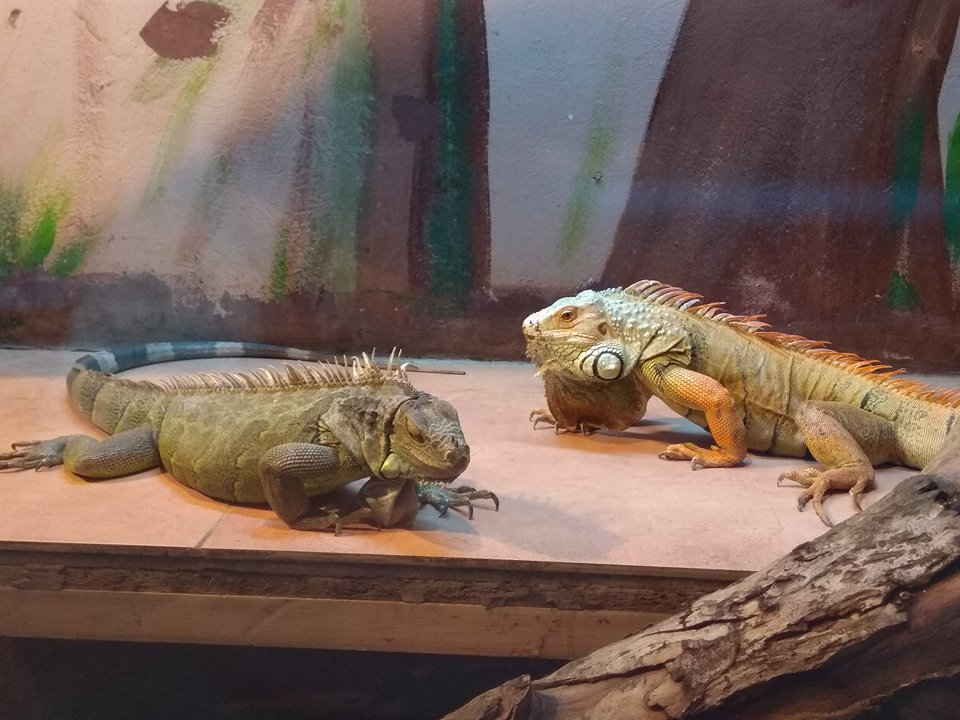
Pár leguánů zelených v ZOO Bratislava
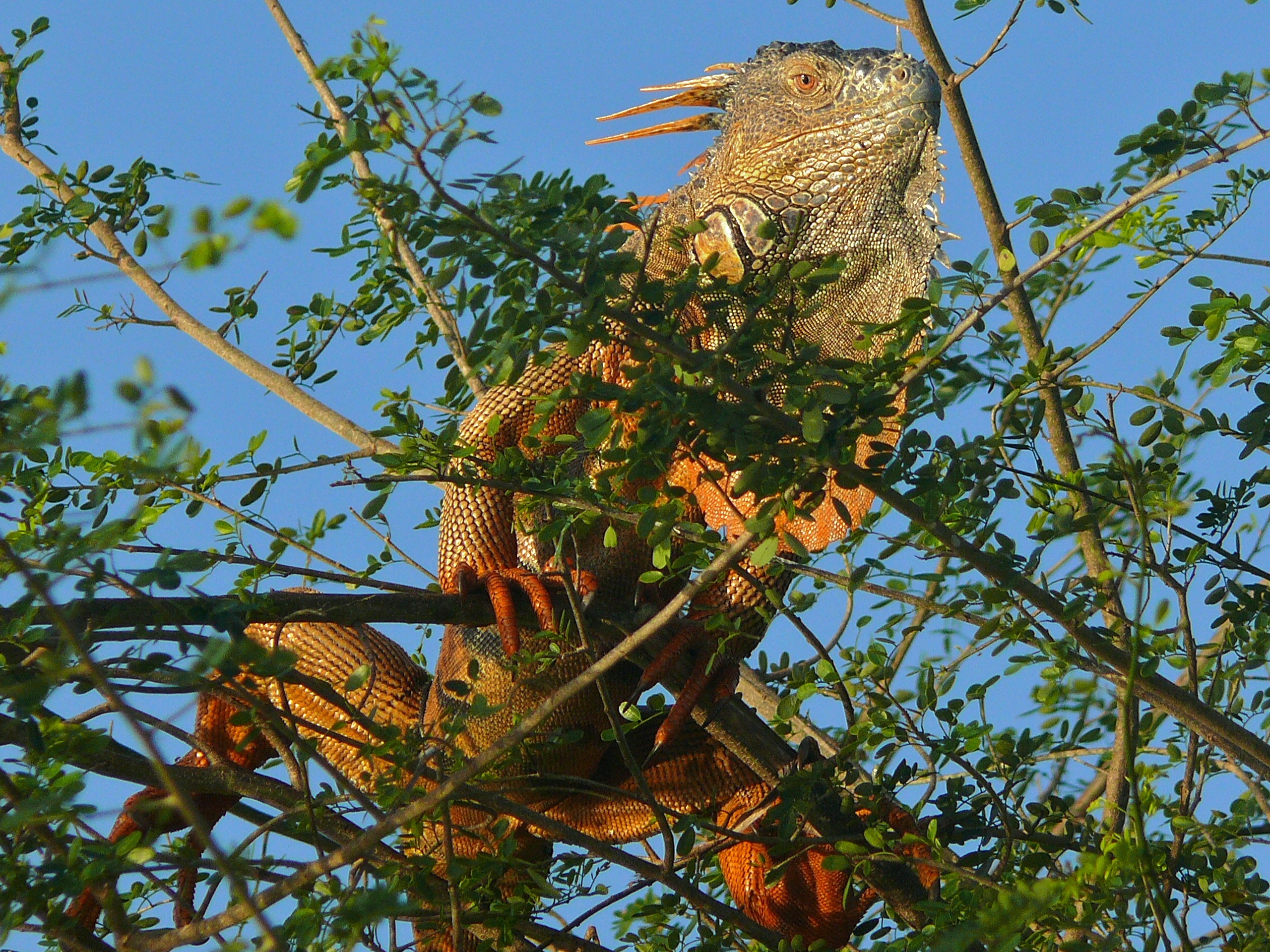
Leguán zelený vyšplhá až do vysokých korun stromů